# Сновидівська сільська рада
Снови́дівська сільська́ ра́да — адміністративно-територіальна одиниця та орган місцевого самоврядування в Бучацькому районі Тернопільської області. Адміністративний центр — село Сновидів.

## Загальні відомості
Сновидівська сільська рада утворена в 1946 році.
- Територія ради: 15,01 км²
- Населення ради: 1 897 осіб (станом на 2001 рік)
- Територією ради протікає річка Дністер

## Населені пункти
Сільській раді підпорядковані населені пункти:
- с. Сновидів

## Склад ради
Рада складається з 18 депутатів та голови.
- Голова ради:
- Секретар ради: Михайлюк Валентина Степанівна

### Керівний склад попередніх скликань
| Прізвище, ім'я, по батькові | Основні відомості                                                        | Дата обрання | Дата звільнення |
| --------------------------- | ------------------------------------------------------------------------ | ------------ | --------------- |
| Гуцул Володимир Васильович  | Сільський голова, 1969 року народження, член Української Народної Партії | 26.03.2006   | 26.12.2006      |
| Лисик Михайло Якович        | Сільський голова, 1959 року народження, безпартійний                     | 22.04.2007   | 31.10.2010      |

Примітка: таблиця складена за даними сайту Верховної Ради України

### Депутати
За результатами місцевих виборів 2010 року депутатами ради стали:

#### За суб'єктами висування
| Суб'єкт висування | Кількість обраних депутатів | %   |
| ----------------- | --------------------------- | --- |
| Самовисування     | 18                          | 100 |

#### За округами
| № округу | Прізвище, ім'я, по батькові        | Дата визнання обраним | Освіта             | Партійна приналежність | Відомості про обраного депутата                    |
| -------- | ---------------------------------- | --------------------- | ------------------ | ---------------------- | -------------------------------------------------- |
| 1        | Стрільчук Анатолій Миколайович     | 05.11.2010            | середня            | позапартійний          | тимчасово не працює                                |
| 2        | Вуїв Василь Ярославович            | 05.11.2010            | вища               | позапартійний          | пенсіонер                                          |
| 3        | Панькуш Галина Василівна           | 05.11.2010            | вища               | позапартійна           | дитячий садок, завідувачка                         |
| 4        | Литвинюк Ігор Васильович           | 05.11.2010            | вища               | позапартійний          | тимчасово не працює                                |
| 5        | Іванишин Ростислав Іванович        | 05.11.2010            | вища               | позапартійний          | тимчасово не працює                                |
| 6        | Андріївський Ярослав Володимирович | 05.11.2010            | середня            | позапартійний          | тимчасово не працює                                |
| 7        | Боднарук Микола Васильович         | 05.11.2010            | вища               | позапартійний          | Стінківський фельдшерсько-акушерський пункт, лікар |
| 8        | Данилюк Іванна Іванівна            | 05.11.2010            | середня спеціальна | позапартійна           | тимчасово не працює                                |
| 9        | Михайлюк Валентина Степанівна      | 05.11.2010            | середня спеціальна | позапартійна           | Сновидівська сільська рада, секретар               |
| 10       | Тимчишин Ігор Степанович           | 05.11.2010            | середня спеціальна | позапартійний          | тимчасово не працює                                |
| 11       | Павлишин Іван Григорович           | 05.11.2010            | середня спеціальна | позапартійний          | тимчасово не працює                                |
| 12       | Шкробач Михайло Дмитрович          | 05.11.2010            | середня спеціальна | позапартійний          | тимчасово не працює                                |
| 13       | Сенів Галина Степанівна            | 05.11.2010            | вища               | позапартійна           | тимчасово не працює                                |
| 14       | Шестерняк Ігор Григорович          | 05.11.2010            | середня спеціальна | позапартійний          | тимчасово не працює                                |
| 15       | Гуцул Надія Леонідівна             | 05.11.2010            | вища               | позапартійна           | Сновидівська загальноосвітня школа, вчитель        |
| 16       | Блендовська Надія Теофілівна       | 05.11.2010            | середня спеціальна | позапартійна           | Сновидівська сільська рада, бухгалтер              |
| 17       | Джердж Олег Богданович             | 05.11.2010            | середня            | позапартійний          | тимчасово не працює                                |
| 18       | Прокопів Іван Павлович             | 05.11.2010            | середня спеціальна | позапартійний          | тимчасово не працює                                |